# Consiglio privato
Il consiglio privato (o segreto) è un collegio che consiglia il capo di Stato, solitamente un monarca.

## Terminologia
I suoi membri sono detti "consiglieri privati" (o "segreti"). In certe monarchie il collegio è diversamente denominato, per esempio: consiglio della Corona (come in Danimarca e Belgio) o "consiglio del re" (come nella Francia dell'Ancien Régime).
L'aggettivo "privato" o "segreto" deriva dal fatto che nel collegio erano riuniti i più stretti consiglieri del sovrano ai quali questi si rivolgeva confidenzialmente per i più importanti affari dello Stato. Con il passaggio alla monarchia costituzionale e, poi, parlamentare, dal consiglio privato riunito attorno al monarca è andato via via staccandosi il gabinetto, riunito attorno al primo ministro, che in alcune monarchie odierne è tuttora formalmente considerato un comitato interno al consiglio privato.
Attualmente alcune monarchie parlamentari mantengono ancora un organo del genere, con funzioni essenzialmente cerimoniali (è il caso della Danimarca e del Belgio, il cui consiglio della corona si è riunito solo cinque volte dal 1870) o con competenze concernenti, per lo più, la famiglia reale e la successione al trono (è il caso della Thailandia).

## Regno Unito e Commonwealth
Nel Regno Unito e in alcuni Stati del Commonwealth delle nazioni che riconoscono il monarca britannico come loro capo dello Stato (per esempio il Canada) il consiglio privato svolge ancora alcune funzioni di un certo rilievo, per esempio consigliando il monarca o, rispettivamente, il governatore generale in merito all'esercizio del potere di grazia; sono inoltre formalmente adottati dal capo dello Stato sentito il consiglio privato, ma in realtà predisposti dal gabinetto, i cosiddetti order-in-Council, atti con i quali sono tra l'altro emanati i regolamenti. In Australia, Nuova Zelanda e altri stati del Commonwealth, anche repubblicani, un ruolo analogo è svolto dal "consiglio esecutivo" (executive council).
I membri del consiglio privato o esecutivo sono nominati dal capo dello Stato su proposta, di fatto vincolante, del primo ministro; il gabinetto è considerato un comitato interno al consiglio; in alcuni Paesi (come Regno Unito e Canada ma non l'Australia) viene usualmente nominato nel consiglio anche il leader dell'opposizione. In certi Paesi, come Regno Unito e Canada, il consiglio ha un proprio presidente, che nel Regno Unito porta il titolo di Lord presidente del Consiglio (Lord President of Council); in altri Paesi, come l'Australia, è presieduto dal governatore generale oppure, in caso di sua assenza o impedimento, da un vicepresidente. La carica di presidente o vicepresidente del consiglio è attribuita a un membro del gabinetto, in aggiunta o meno al portafoglio ministeriale; nel secondo caso il titolare è una sorta di ministro senza portafoglio e può avere incarichi particolari, come quello di leader della camera.
All'interno del consiglio privato britannico (la cui denominazione ufficiale è Her/His Majesty's Most Honourable Privy Council e che conta attualmente svariate centinaia di membri) opera un "Comitato giudiziario" (Judicial Committee) che funge da giudice di ultima istanza, con un ruolo quindi analogo alla corte suprema, per la Gran Bretagna (limitatamente ad alcune materie), per i territori britannici d'oltremare ma anche per molti Stati indipendenti del Commonwealth (Giamaica, Bahamas, Belize, Trinidad e Tobago, Mauritius ecc.)